# 尚腊边

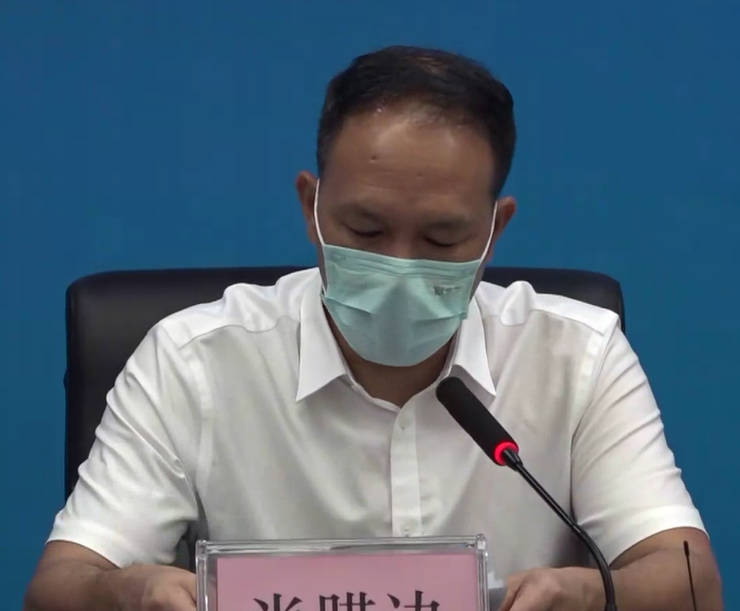
尚腊边

尚腊边（1974年8月—），景颇族，云南陇川人，中华人民共和国地方官员，北京航空航天大学软件工程专业硕士学历，现任瑞丽市人民政府市长。

## 生平
1997年8月，尚腊边参加工作，历任中共德宏州委统战部办公室副主任、主任，盈江县人民政府副县长，德宏州商务局副局长，德宏州外事办公室主任等职。2016年12月，任中共瑞丽市委常委、姐告边境贸易区工委书记:84,86。2018年2月转任中共德宏州委副秘书长，2020年6月升任秘书长。2021年1月25日，出任瑞丽市人民政府代理市长。2021年2月28日，瑞丽市十七届人大七次会议召开，正式选举尚腊边为瑞丽市人民政府市长。